# Christine Möller
Christine Möller (* 12. Oktober 1934 in Wiener Neustadt) ist eine österreichische Psychologin und Erziehungswissenschaftlerin, die von 1970 bis 1998 in Aachen und Siegen lehrte.

## Leben

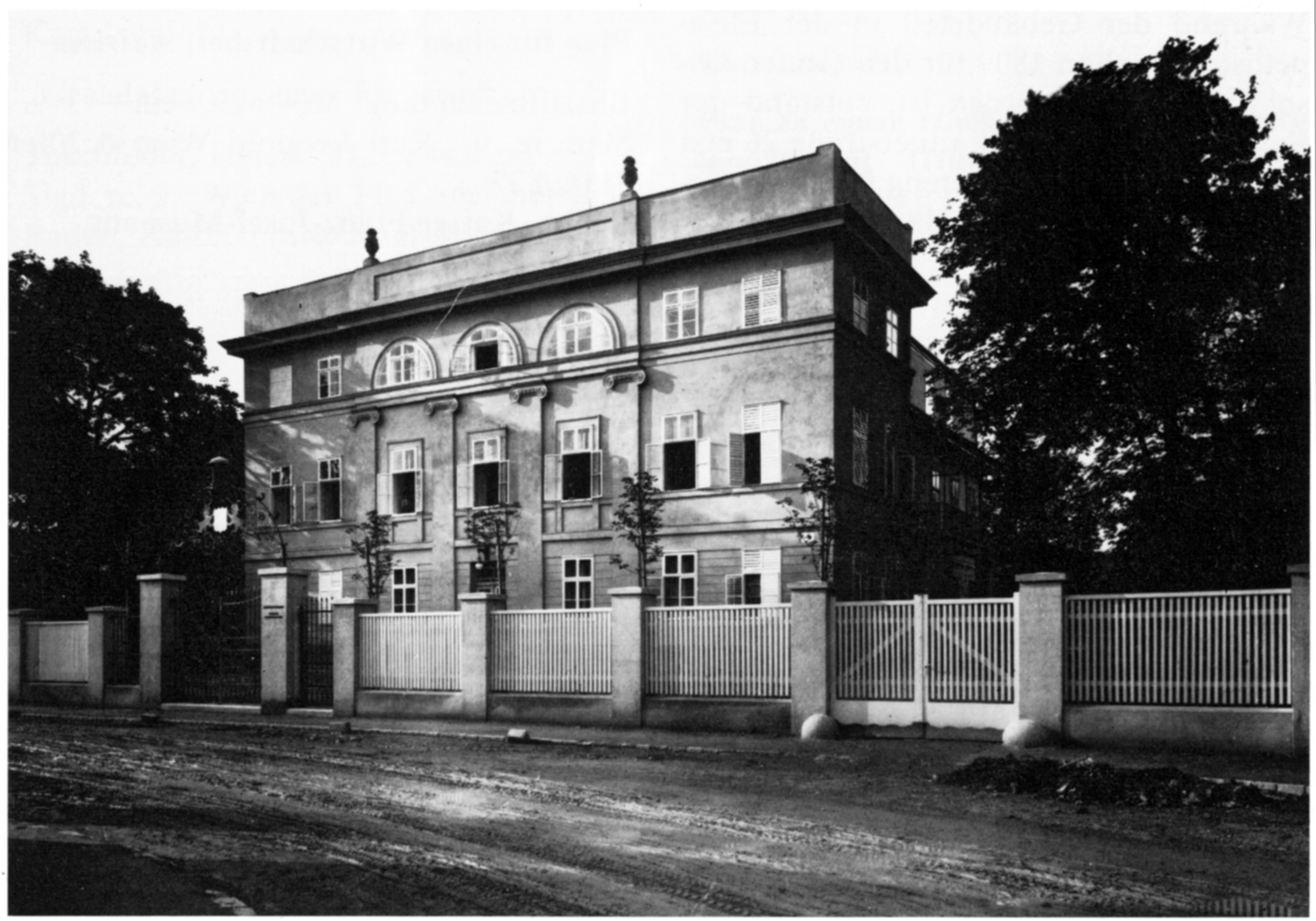
Schloss Braiten bei Baden

Nach der Ausbildung in Wien und an der Universität Genf bei Jean Piaget und Bärbel Inhelder schloss Christine Möller ihr Studium an der Universität Wien ab und arbeitete ab 1960 am neuen Bundesinstitut für Heimerziehung, das in Schloss Braiten in Baden untergebracht war. Nach der Heirat mit Bernhard Möller bekam sie zwei Kinder, für die sie 1962 ihre Forschungsstelle aufgab.
Stattdessen schrieb sie das Werk Technik der Lernplanung (1968), das die deutsche Lehrerausbildung maßgeblich beeinflusste, weil es die US-amerikanische Lernzielforschung von Robert F. Mager in den deutschen Sprachraum brachte. 1968 begann sie wieder an der katholischen  Pädagogischen Akademie in Zams/Tirol zu lehren. 1970 wurde sie als Professorin an die Pädagogische Hochschule Aachen berufen, die in der RWTH Aachen aufging. 1986 wechselte sie an die damalige Gesamthochschule Siegen, heute Universität Siegen, wo sie bis 1998 lehrte.
Christine Möller gilt als Hauptvertreterin für die Curriculare Didaktik im deutschen Raum. Ihr Mann Bernhard, Pädagogikprofessor in Oldenburg, hat auch Beiträge dazu geleistet.

## Schriften
- mit Ernst Fürntratt: Lernprinzip Erfolg : Entwurf einer pädagogischen Psychologie auf verhaltenstheoretischer Grundlage, 2 Bde., Lang, Frankfurt/M. 1982, ISBN 978-3-8204-5836-7
- Curriculare Didaktik, in: Herbert Gudjons u. a. (Hg:): Didaktische Theorien, Bergmann + Helbig, 14. Aufl., Hamburg 2015, S. 75–92 ISBN 978-3-925836-35-0[5] (zuerst Westermann 1981)
- mit Hartmut Adameit: Grundkurs Verhaltensmodifikation : ein handlungsorientiertes einführendes Arbeitsbuch für Lehrer und Erzieher, Beltz 1978, ISBN 978-3-407-52117-0
- Lernziele in Sport-Lehrplänen. In: D. Bierhoff-Alfermann (Hg.): Soziale Einflüsse im Sport. Praxis der Sozialpsychologie, vol. 5, Steinkopff 1976, S. 154–165
- (Hrsg.): Praxis der Lernplanung, Beltz, Weinheim 1974, ISBN 978-3-407-51072-3
- Technik der Lernplanung. Methoden und Probleme der Lernzielerstellung, 4. völlig neu gestaltete Auflage, Beltz, Weinheim 1973 u. ö. ISBN 978-3-407-18207-4 (zuerst 1968, mehrfach übersetzt)
- mit Bernhard Möller: Perspektiven der didaktischen Forschung, München 1966

## Einzelbelege
1. ↑  Michaela Ralser, Nora Bischoff, Flavia Guerrini, Christine Jost, Ulrich Leitner: Heimkindheiten: Geschichte der Jugendfürsorge und Heimerziehung in Tirol und Vorarlberg. StudienVerlag, 2017, ISBN 978-3-7065-5878-5 (google.de [abgerufen am 11. Juni 2020]).
2. ↑  Quelle: Alma Mater Aquensis, Sonderband 1870–1995, S. 71ff. In: Hochschularchiv der RWTH Aachen. 1995, abgerufen am 11. Juni 2020.
3. ↑  Uni Siegen
4. ↑  Christine Möller (I): „Von Menschen habe ich mehr gelernt als aus Büchern“ (Teil 1). Abgerufen am 22. Januar 2023 (deutsch).
5. ↑  Curriculare Didaktik. (digitale-objekte.hbz-nrw.de/storage2/2017/02/11/file_4/7091776.pdf) In: Didaktische Theorien. Abgerufen am 11. Juni 2020.

| Personendaten    | Personendaten                                             |
| ---------------- | --------------------------------------------------------- |
| NAME             | Möller, Christine                                         |
| ALTERNATIVNAMEN  | Hasenohrl, Christine (Geburtsname)                        |
| KURZBESCHREIBUNG | österreichische Pädagogin, Professorin für Schulpädagogik |
| GEBURTSDATUM     | 12. Oktober 1934                                          |
| GEBURTSORT       | Wiener Neustadt                                           |